# Tetrathemis flavescens
Tetrathemis flavescens är en trollsländeart som beskrevs av Kirby 1889. Tetrathemis flavescens ingår i släktet Tetrathemis och familjen segeltrollsländor. IUCN kategoriserar arten globalt som otillräckligt studerad. Inga underarter finns listade i Catalogue of Life.